# NGC 5008
NGC 5008 је спирална галаксија у сазвежђу Волар која се налази на NGC листи објеката дубоког неба.
Деклинација објекта је + 25° 29' 47" а ректасцензија 14h 10m 57,0s. Привидна величина (магнитуда) објекта NGC 5008 износи 13,4 а фотографска магнитуда 14,1. NGC 5008 је још познат и под ознакама IC 4381, UGC 9073, MCG 4-33-42, IRAS 14087+2545, CGCG 132-78, CGCG 133-1, HCG 71A, PGC 50629.